# Имбоден (Арканзас)
Имбоден (енгл. Imboden) град је у америчкој савезној држави Арканзас.

## Демографија
По попису из 2010. године број становника је 677, што је 7 (-1,0%) становника мање него 2000. године.
| Група             | 2000.       | 2010.       |
| Белци             | 671 (98,1%) | 652 (96,3%) |
| Афроамериканци    | 0 (0,0%)    | 5 (0,7%)    |
| Азијати           | 0 (0,0%)    | 0 (0,0%)    |
| Хиспаноамериканци | 2 (0,3%)    | 11 (1,6%)   |
| Укупно            | 684         | 677         |